# 圣拉斐尔 (北大河州)
圣拉斐尔是巴西北大河州的一个市镇。总面积469.096平方公里，总人口8466人，人口密度18人/平方公里。